# ㅁ
Cette page contient des caractères spéciaux ou non latins. S’ils s’affichent mal (▯, ?, etc.), consultez la page d’aide Unicode.
ㅁ est un jamo du hangeul, l'alphabet utilisé pour transcrire le coréen.

## Représentation informatique
- Unicode :
  - ㅁ : U+3141[1]
  - ᄆ : U+1106
  - ᆷ : U+11B7